# 1871年の相撲
1871年の相撲（1871ねんのすもう）は、1871年の相撲関係のできごとについて述べる。

## 興行
- 11月場所（東京相撲）[1]
  - 興行場所:本所回向院
  - 1月4日（旧11月14日）より晴天10日間興行
- 3月場所（東京相撲）[2]
  - 興行場所:本所回向院
  - 晴天10日間興行
- 7月場所（京都相撲）[3]
  - 興行場所:拝領地
  - 8月上旬より晴天10日間興行
- 6月場所（大阪相撲）[4]
  - 興行場所:難波新地
  - 11月23日（旧10月11日）より晴天10日間興行